# Сукупна вартість володіння
Сукупна вартість володіння або вартість життєвого циклу (англ. total cost of ownership, TCO) — загальна величина цільових витрат (прямих та непрямих), які вимушений нести власник з моменту вступу в право власності на певний продукт чи систему до моменту виходу з права власності та виконання власником зобов'язань, пов'язаних з володінням, у повному обсязі.

## Історія виникнення
Методика розрахунку сукупної вартості володіння була розроблена у 1987 р. компанією «Gartner Group», компанією з розробки рішень у сфері інформаційних технологій, з метою точного розрахунку фінансових витрат, пов'язаних з володінням і експлуатацією комп'ютерних мереж. У 1994 р. компанія «Interpose» здійснила удосконалення моделі, що перетворило її в повноцінну модель аналізу фінансової сторони використання ІТ-рішень. Проте передумови створення такої моделі існували ще у першій чверті XX століття, відповідно, було розроблено багато методик та програмних рішень для аналізу TCO в різноманітних контекстах операційної діяльності.

## Приклади використання

### Інформаційні технології
TCO застосовується для обрахунку впливу фінансової складової на життєвий цикл розгортання ІТ-рішень (програмного забезпечення, апаратного забезпечення, навчання). Розгортання ІТ-рішення може передбачати включення у склад TCO таких складових:
1. Апаратні та програмні складові:
- мережеве обладнання та апаратна частина;
- серверне обладнання та програмне забезпечення;
- апаратне та програмне забезпечення для робочих станцій;
- встановлення (інсталяція) та інтеграція апаратного і програмного забезпечення;
- дослідження у галузі закупівель;
- придбання гарантій та ліцензій;
- витрати на міграцію баз даних;
- ризики — уразливість, наявність оновлень та патчів

2. Операційні витрати:
- Інфраструктура (необхідна площа, підведення комунікацій)
- Електрика для забезпечення роботи обладнання, охолодження, резервні потужності
- Витрати на тестування
- Збитки від простою, відключень та відмов обладнання
- Зниження продуктивності (наприклад, користувачі змушені чекати виконання задачі, що негативно впливає на потенційні доходи)
- Безпека (порушення безпеки, завдання шкоди репутації, відновлення та попередження інцидентів безпеки)
- Процес резервного копіювання та відновлення
- Навчання обслуговчого персоналу
- Аудит внутрішній та зовнішній
- Страхування
- Витрати на персонал (зарплата та супутні витрати)

3. Довгострокові витрати
- Заміна обладнання
- Переміщення обладнання
- Майбутнє оновлення або масштабованість витрат
- Вивід з експлуатації

У випадку порівняння TCO існуючого та пропонованого рішень, слід брати до уваги витрати, необхідні для підтримки існуючого рішення, яке не обов'язково передбачає запропоноване рішення. Наприклад, в TCO існуючого рішення потрібно включити вартість ручних операцій, які потрібні лише у випадку відсутності автоматизації процесів з однієї сторони, та витрати на збільшення кількості працівників технічної підтримки внаслідок зміни парку обладнання з іншої.

### Транспортна галузь
Концепція TCO легко застосовується до транспортної галузі. Наприклад, TCO визначає вартість володіння автомобілем від моменту покупки власником, включно з експлуатацією та технічним обслуговуванням, до моменту, коли власник продає автомобіль. Порівняльні дослідження TCO між різними моделями допомагають споживачам вибрати автомобіль відповідно до їх потреб та бюджету.
Деякі з ключових елементів, що включаються у вартість володіння автомобілем:
- Амортизаційні відрахування
- Витрати на паливо та мастильні матеріали
- Страхування
- Проценти за позикою в разі придбання в кредит
- Ремонт
- Збори та податки
- Витрати на технічне обслуговування
- Витрати на стоянку (гараж)